# Issi saaneq
Issi — рід платеозаврових завроподоморфів, описаний у 2021 році з пізньотріасової формації Флемінг-фіорду в Гренландії. Він містить один вид, Issi saaneq; повна біноміальна назва означає «холодна кістка». Issi saaneq демонструє спорідненість з бразильськими платеозавридами (як-от, Unaysaurus і Macrocollum) і європейськими Plateosaurus.
Скам'янілості виявлено на півострові Земля Джеймсон, центрально-східна Гренландія.

## Етимологія
Issi — з гренландської означає «холод», а saaneq значить «кістка».